# Sébastien Roudet
Sébastien Roudet (Montluçon, 16 giugno 1981) è un ex calciatore francese, di ruolo centrocampista.

## Carriera

### Club

#### Châteauroux
Nato a Montluçon, Roudet viene aggregato allo giovanili dello Châteauroux nel 1997, prima di debuttare nella prima squadra allenata da Joël Bats il 7 novembre 1999. Dalla stagione 1999-2000 è il centrocampista di sinistra titolare della squadra rosso-blu, con la quale raggiunge la prestigiosa finale della Coppa di Francia 2003-2004, persa tuttavia 0-1 contro il Paris Saint-Germain allo Stade de France di Saint-Denis. Lascia Châteauroux lo stesso anno, dopo aver passato sei stagioni consecutive in Ligue 2 e aver collezionato 156 presenze e 24 reti.

#### Nizza
Nell'estate 2004 ha l'opportunità di giocare in Ligue 1, venendo ingaggiato dal Nizza, con il quale sottoscrive un contratto triennale. Segna il suo primo gol in massima serie francese alla quarta giornata della Ligue 1 2004-2005, gonfiando la rete con un tiro da 35 metri nel match contro il Bastia. Successivamente va a segno un'altra volta in 25 presenze e il Nizza termina il campionato undicesimo.
Nella stagione 2005-2006 è meno impiegato dall'allenatore Frédéric Antonetti. A fine annata il Nizza raggiunge la finale di Coppa di Lega francese, venendo però sconfitto 2-1 dal Nancy.

#### Valenciennes
Il 2 giugno 2006 lascia la Costa Azzurra per approdare al Valenciennes, neopromosso in Ligue 1, nonostante un buon rapporto con la tifoseria nizzarda. La prima stagione la conclude con 5 gol in 30 presenze, diventando miglior marcatore della squadra dopo Savidan, mentre nella Ligue 1 2007-2008 mette a referto 3 gol e 6 assist in 30 partite. 

#### Lens

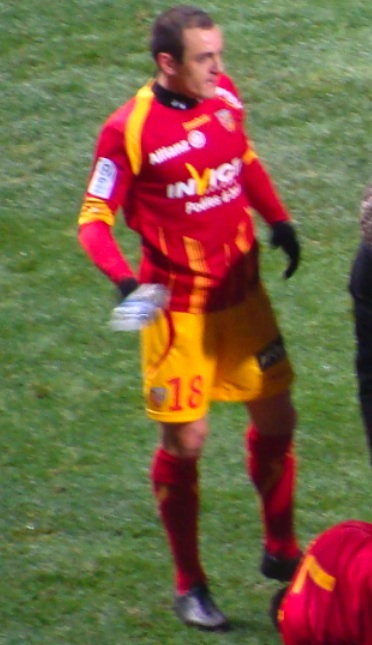
Roudet al nel 2009

Con l'arrivo di Gaël Danic a Valenciennes, Roudet è costretto a lasciare il club per la trovare un posto da titolare e il 3 luglio 2008 viene quindi ceduto al Racing Club de Lens, insieme al suo compagno di squadra Geoffrey Doumeng. Nella prima stagione coi sangue-oro vince il campionato di Ligue 2 2008-2009. Nelle successive due annate in Ligue 1, sotto la direzione di Jean-Guy Wallemme, Roudet è titolare del Lens che però va incontro alla retrocessione nel 2011.
In totale ha giocato 60 partite di campionato e marcato 8 reti con la maglia del Lens.

#### Sochaux
Il 21 giugno 2011 diventa un nuovo giocatore del Sochaux, rimanendo in massima serie, con cui firma un contratto fino al 2014. La squadra, che milita pure in Europa League, non disputa un'annata brillante, concludendo in 14ª posizione.
Il 17 febbraio 2013 il Sochaux riesce a vincere 3-2 contro la capolista Paris Saint-Germain. In quell'occasione Roudet segna una rete e fornisce l'assist per il gol decisivo di Giovanni Sio.
Alla fine della Ligue 1 2013-2014 il Sochaux retrocede in Ligue 2.

#### Ritorno allo Châteauroux
Il 7 luglio 2014 decide di ritornare allo Châteauroux, il club che lo ha cresciuto calcisticamente e che lo ha lanciato tra i professionisti. Disputa una sola stagione, culminata con la retrocessione in terza serie.

#### Ritorno al Valenciennes e ritiro
Nel 2015 fa ritorno al Valenciennes, dove aveva già militato per due stagioni dal 2006 al 2008. All'inizio del campionato di Ligue 2 2015-2016 si infortuna seriamente e non torna in campo per i successivi sette mesi. Al suo ritorno è uno dei protagonisti della salvezza della squadra, grazie al contributo dei suoi 5 assist nelle ultime 4 partite del torneo.
Il 4 agosto 2017, alla seconda giornata della Ligue 2 2017-2018, colleziona la partita numero 500 tra prima e seconda serie francese proprio contro lo Châteauroux, sua ex squadra. A fine stagione, all'età di 36 anni, la sua qualità tecnica e la sua visione di gioco ancora brillante sono lodate dagli osservatori, tanto che l'annata 2017-2018, conclusasi con 8 gol e 7 assist, rimane una delle migliori dell'intera carriera.
Rimasto al Valenciennes anche per la stagione 2018-2019, decide di abbandonare il professionismo al termine della stessa.
Nel 2020 fa quale sporadica apparizione tra i dilettanti del Déolois in National 3 (quinta divisione francese), prima di appendere definitivamente gli scarpini al chiodo nel 2021.

### Nazionale
Ha vinto con la Francia under-18 l'Europeo 2000 in Germania. Ha poi giocato cinque partite con la Nazionale Under-20 della Francia, con cui ha disputato il Mondiale 2001 in Argentina.

## Palmarès

### Club

#### Competizioni nazionali
- Ligue 2: 1

Lens: 2008-2009

### Nazionale
- Campionato d'Europa Under-18: 1

Germania 2000